# Аменюкур
Аменюкур (фр. Amenucourt) — муниципалитет во Франции, в регионе Иль-де-Франс, департамент Валь-д'Уаз. Население — 173 человека (1999).
Муниципалитет расположен на расстоянии около 60 км северо-западнее Парижа, 31 км западнее Сержи.

## Демография
Динамика населения (Cassini и INSEE):